# كملشت (غهرة)
کملشت (بالفارسية: کملشت) هي قرية تقع في إيران في قسم غهرة الريفي.